# 尼加拉瓜雷氏鯰
尼加拉瓜雷氏鯰，為輻鰭魚綱鯰形目鼬鯰科的其中一種，為熱帶淡水魚，分布於中美洲尼加拉瓜及哥斯大黎加淡水流域，體長可達26公分，棲息在海拔20-1160公尺、沙石底質的溪流底層水域，以水生昆蟲等為食，生活習性不明。

## 扩展阅读
維基物種上的相關：尼加拉瓜雷氏鯰